# Dipa Ma

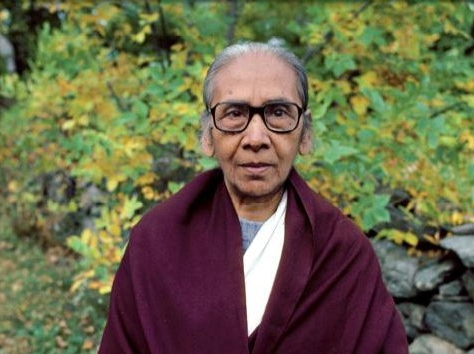
Dipa Ma (1978)

Dipa Ma (* 25. März 1911; † 1. September 1989), mit ihrem bürgerlichen Namen Nani Bala Barua, war eine indische buddhistische Meditationslehrerin der Theravada-Tradition. Der Familiennamenszusatz Barua bezeichnet ihre Abstammung aus der ethnischen Gruppe der Barua, die in den Chittagong Hill Tracts im heutigen Bangladesch und in der burmesischen Provinz Rakhine, dem früheren Arakan leben. Sie war eine bekannte buddhistische Lehrerin, die über ihre US-amerikanischen Schüler und Schülerinnen sehr stark die ab 1975 in den USA neu entstehende westliche Vipassana Bewegung beeinflusste.

## Frühes Leben
Nani Bala Barua wurde am 25. März 1911 in einem kleinen Dorf in der Region Chittagong in Ost-Bengalen im damaligen Britisch-Indien geboren. Diese Gegend gehört heute zu Bangladesch.
In ihrer Kindheit zeigte Nani ein außergewöhnliches Interesse an buddhistischen Ritualen und zog es vor, lieber zu lernen als zu spielen. Sie wollte sehr gerne die Schule besuchen, wurde aber bereits im Alter von 12 Jahren verheiratet. Ihr Mann war Ingenieur und erhielt eine Stelle in Rangun in Burma. Als er seine Stelle antrat ließ er seine junge Frau bei seinen Eltern zurück. Schließlich zog aber auch sie nach Burma zu ihrem Mann. Im Jahr 1929, als Nani 18 Jahre alt war, starb ihre Mutter bei der Geburt eines Jungen. Dieser Bruder von Nani erhielt den Namen Bijoy. Er wurde von Nani und ihrem Mann aufgenommen und großgezogen.
Im Alter von 35 Jahren brachte Nani ihr erstes Kind, ein Mädchen, zur Welt, das aber bereits im Alter von 3 Monaten erkrankte und starb. Vier Jahre später, im Jahr 1950, gebar sie eine weitere Tochter, die sie Dipa nannte. Seither wurde sie in der Nachbarschaft Dipa Ma, die Mutter von Dipa genannt. Danach verlor sie noch einen Sohn bei dessen Geburt. Kurz darauf verstarb völlig überraschend ihr Mann an einem Herzinfarkt. All dies führte für Dipa Ma zu einem Zustand extremer seelischer und körperlicher Schmerzen.

## Meditation
Nach dem Tod ihres Mannes war sie zutiefst unglücklich. Ein Arzt empfahl ihr Meditation zu erlernen und zu üben, in der Hoffnung, dass sich ihr Zustand dann vielleicht bessere. Sie besuchte ihren ersten Meditationskurs im Kamayut Meditation Center in Rangun. Kurz darauf besuchte sie ein zweites Meditations-Retreat im Thathana Yeiktha Zentrum, wo der Ehrwürdige Mahasi Sayadaw lehrte. Dort erfuhr sie eine erste Stufe der Erleuchtung. Danach normalisierte sich ihr Bluthochdruck und die Anfälle von Herzrasen verschwanden.
Im Jahr 1963 nahm sie ein Angebot des indischen Meditationslehrers Anagarika Munindra an, eines Senior-Schülers von Mahasi Sayadaw, die buddhistischen Siddhi oder sogenannten übernatürlichen Kräfte unter seiner Anleitung zu studieren. Dipa Ma trainierte die entsprechenden Übungen anhand des bedeutenden buddhistischen Werkes Visuddhimagga.

## Lehrtätigkeit
Im Jahr 1966 begann Dipa Ma in Rangun Meditation zu lehren. Ihre erste formale Schülerin war ihre Nachbarin, die Witwe Malati Barua, eine Witwe, die versuchte ihre sechs jungen Kinder allein großzuziehen. Dipa Ma war der Überzeugung, dass Erleuchtung in jeder Umgebung möglich sei und lehrte Malati Übungen, die sie selbstständig zu Hause durchführen konnte.
Im Jahr 1967 forderte die burmesische Regierung alle Ausländer auf, das Land zu verlassen und Dipa Ma entschied sich nach Indien zu gehen. Sie lebte dort mit ihrer Tochter Dipa und deren Sohn Rishi in einer Ein-Zimmer Wohnung in Kalkutta.
Anagarika Munindra lehrte inzwischen in Bodhgaya und schickte die ersten tiefer am Buddhismus interessierten jungen westlichen Menschen zu Dipa Ma nach Kalkutta. So wurde sie mit Beginn der 1970er-Jahre zur Lehrerin von Sylvia Boorstein, Joseph Goldstein, Jack Kornfield Michelle Levey und Sharon Salzberg, die später selbst alle bekannte Meditationslehrer und -lehrerinnen in den USA wurden. Zu Beginn der 1980er-Jahre leitete Dipa Ma auch Meditationskurse an der Insight Meditation Society in Barre, Massachusetts, USA.

## Tod
Dipa Ma starb 1989 im Alter von 78 Jahren in Kalkutta, Indien. An einem Abend fühlte sie sich nicht wohl, so dass ihre Tochter sich auf die Suche nach einem Arzt machte. Ein Nachbar begann ein buddhistisches Sutta zu singen. Dipa Ma verbeugte sich vor einer Buddhastatue – und richtete sich nicht mehr auf. Sie war in dieser letzten Verbeugung verstorben. Sie hinterließ ihre Tochter Dipa und ihren Enkel Rishi.